# Boleslaw Barlog
Boleslaw Barlog, né Boleslaw Stanislaus Barlog le 28 mars 1906 à Breslau et mort le 17 mars 1999 à Berlin, est un réalisateur et metteur en scène de théâtre allemand.

## Filmographie
- 1943 : Wenn die Sonne wieder scheint
- 1944 : The Green Room

## Prix et honneurs
- Ordre du Mérite de la République fédérale d'Allemagne